# Bainbridge, Washington
Bainbridge este o localitate din statul Washington, Statele Unite ale Americii.